# Dekanat Golub
Dekanat Golub – jeden z 24 dekanatów w rzymskokatolickiej diecezji toruńskiej.

## Historia
Dekanat golubski niegdyś należał do diecezji chełmińskiej z siedzibą w Pelplinie. Od 25 marca 1992 roku przynależy on do diecezji toruńskiej. Obecny kształt dekanat uzyskał na przełomie 2001 i 2002 roku po reorganizacji struktur diecezjalnych. 

## Parafie
Lista parafii (stan z 12 października 2023):
| Lp | Miejscowość / parafia                            | Proboszcz / administrator       | Zdjęcie |
| -- | ------------------------------------------------ | ------------------------------- | ------- |
| 1  | Dębowa Łąka parafia św. Apostołów Piotra i Pawła | ks. Patryk Frankiewicz          |         |
| 2  | Golub parafia św. Katarzyny                      | ks. Grzegorz Koczot             |         |
| 3  | Kurkocin parafia św. Bartłomieja                 | ks. Piotr Rutkowski             |         |
| 4  | Lipnica parafia św. Michała Archanioła           | ks. kan. Andrzej Jakielski      |         |
| 5  | Łobdowo parafia św. Małgorzaty                   | ks. Piotr Rutkowski             |         |
| 6  | Niedźwiedź parafia św. Jerzego                   | ks. Paweł Maciej Kubasik        |         |
| 7  | Ostrowite parafia św. Marii Magdaleny            | ks. Jarosław Szutarski          |         |
| 8  | Wielkie Radowiska parafia św. Jakuba Apostoła    | ks. Wiesław Ireneusz Michlewicz |         |
| 9  | Wrocki parafia św. Marcina                       | ks. kan. Roman Henryk Wiglusz   |         |